# Gonomyia dischidia
Gonomyia dischidia là một loài ruồi trong họ Limoniidae. Chúng phân bố ở miền Australasia.